# Sällskapsresan II – Snowroller
Sällskapsresan II – Snowroller är en svensk komedifilm från 1985 i regi av Lasse Åberg och Peter Hald. I huvudrollen som Stig-Helmer Olsson ses Åberg och i övriga framträdande roller Jon Skolmen, Cecilia Walton, Eva Millberg, Björn Granath, Klasse Möllberg, Bengt Andersson och Staffan Ling. Filmen hade biopremiär i Sverige den 4 oktober 1985, och sågs av två miljoner biobesökare.

## Handling
Stig-Helmer Olsson reser tillsammans med Ole Bramserud till schweiziska Alperna för skidsemester, i orten Kirchberg. På resan får de sällskap med ett antal andra personligheter, bland annat familjen Jönsson, den pratglade fabrikören Brännström och dennes tystlåtne kamrer Hedlund från den norrländska landsbygden som är där för att ta reklambilder för sin nya skidsatsning.
Stig-Helmer har aldrig tidigare åkt slalom, bortsett från en skolresa i barndomen men får sällskap av Lotta som också är nybörjare och skall gå i samma skidskola medan Ole umgås med Lottas vän, Kärran, som har tävlat i yngre dagar och håller sig till lite mer avancerade backar. Sällskapet bjuds på en heliskiing-tur med picknicklunch av den engelska miljonären Algy, som går i samma skidskola som Stig-Helmer och Lotta, och senare samma dag fastnar de båda paren i en stollift långt upp på berget en timme på grund av strömavbrott samtidigt som dimma uppstår och de får bråttom ner till dalen.
Lotta och Kärran blir fotomodeller till Brännström och Hedlunds "omstrukturering" – den svenska folkskidan – men de husvagnsresande småindustriherrarna vet inte att damerna ljuger om att de skulle vara damfrisörskor, när Kärran i själva verket är byrådirektör för utvecklingsfonden som Brännström ansökt om ekonomiskt stöd från. Lotta och Kärran blir inbjudna på middag i husvagnen där de bland annat får dricka vargtass som är en dryck bestående av hemkört och lingondricka. Storrökaren fru Jönsson, Gullan, börjar charmas av den schweiziska backrestaurangvärden Rudi vilket skapar en viss svartsjuka hos den snåle och lättirriterade direktör Jönsson. Under resans gång blir vissa av resenärerna terroriserade av vilt skidåkande ungdomar från slalomklubben Samurajerna i Hökarängen.
På resenärernas sista åkdag, nyårsafton, anordnar reseledarna Nalle och Mackan en liten slalomtävling – och Stig-Helmer får möta sin främsta rival, Nalle, som senaste sommaren hade en viss kärleksaffär med Lotta. Stig-Helmer råkar fastna i en hangglider och får en ofrivillig flygtur. Dagen följs av ett nyårsparty på discobaren på kvällen för samtliga hotellgäster – då Stig-Helmer blir lite försenad efter en axellux som han ådrog sig vid landningen, direktör Jönsson har ett gipsat ben och Hedlund är för tillfället spårlöst försvunnen.
Följande sommar gifter sig Stig-Helmer med Lotta, som hunnit bli gravid, och Stig-Helmer får en mycket speciell bröllopspresent av Algy.

## Rollista i urval
| Lasse Åberg            | – Stig Helmer Olsson                          |
| Jon Skolmen            | – Ole Bramserud                               |
| Cecilia Walton         | – Lotta Modin                                 |
| Eva Millberg           | – "Kärran" (Kerstin)                          |
| Ingrid Wallin          | – Gullan Jönsson                              |
| Björn Granath          | – Göte Jönsson                                |
| Oskar Franzén          | – Niklas Jönsson                              |
| Erica Larsson          | – Sara Jönsson                                |
| Klasse Möllberg        | – Mackan                                      |
| Bengt Andersson        | – Brännström                                  |
| Staffan Ling           | – Hedlund                                     |
| Jan Waldekranz         | – Nalle                                       |
| David Kehoe            | – Algernon Wickham-Twistleton-Ffykes (”Algy”) |
| Felix S:t Clair-Renard | – Felix (sig själv)                           |
| Dieter Augustin        | – doktor Bernhard Katz                        |
| Barbro Hiort af Ornäs  | – Stig-Helmers mamma                          |
| Franz Hanfstingl       | – Rudi                                        |
| Jan Carlzon            | – servitör                                    |

## Om filmen
När filmen skulle göras åkte teamet till Österrike för att hitta rätt vyer och arbeta med manuskriptet, men blev alltför problematiskt så inspelningen blev framflyttad ett år – filmen var annars tänkt att produceras 1984.
Filmen spelades in i den schweiziska byn Verbier, vilket exempelvis vid ett par korta tillfällen syns i bild i filmen skrivet på skyltar (kabinbanan med den fejkade bult-scenen var den 30-platsade Croix des Ruinettes–Les Attelas som användes 1957–1994, och den stollift som Stig-Helmer evakueras/firar sig med rep var vid tvåstolsliften Les Attelas 3). Det finns många orter i Alperna med namnet Kirchberg, och den mest kända är grannby med Kitzbühel i Österrike, men för filmens del hade namnvalet inte med någon specifik ort att göra geografiskt sett.
I slutet av filmen, när Stig-Helmer och Lotta gifter sig, får Stig-Helmer ett riktigt ånglok i bröllopspresent vilket är SJ S1 1921.
Scenerna för Brännströms och Hedlunds hemtrakter är inspelade i Uppland, men "Ormträsk" ska föreställa byn Ormsjö i Dorotea kommun, i södra Lappland (Lasse Åbergs hustrus uppväxtort). Bengt Andersson och Staffan Ling fick ombytta roller sett till deras verklighet, då Staffan Ling exempelvis är en känd programledare men fick bli den blyge Hedlund.
Scenerna i Stig-Helmers lägenhet, vindsrummet, husvagnen, Nalles sovrum, vid välkomstmötet och andra trängre inomhusutrymmen är inspelade på Europa Studios i Bromma. Filmen blev den sista i bolaget Europafilm, av ekonomiska skäl.
Klasse Möllberg (som haft stort samarbete med Lasse Åberg förr genom exempelvis Trazan & Banarne) hade som merit inför filmen både svensk, fransk och amerikansk skidlärarexamen. I övrigt kunde samtliga av de medverkande åka slalom, mer eller mindre, före inspelningarna förutom tysken Franz Hanfstingl ("Rudi") som lurade till sig rollen. De flesta av Stig-Helmers vurpor och liknande gjordes av en skitricker-stuntman, som utseendemässigt liknade Lasse Åberg. Inspelningen av drakflygningen sköttes av samma stuntman, som själv höll i kameran. Tysken David Kehoe ("Algy") hade arbetat som språkcoach och översättare och kunde utöver tyska tala flytande franska, engelska, italienska med mera – och kunde således spela trovärdig engelsman.
Tysken som knuffar direktör Jönsson (Björn Granath) i liftkön spelades av filmens producent och manusförfattare Bo Jonsson. Det påhittade ordet "liftwaffe", utifrån tyskans Luftwaffe, har sedermera blivit populärt i folkmun för liftpersonal.
Efter inspelningen av fotoautomat-scenen och när filmteamet hade packat undan, kom sedan en nederländsk familj som själva gjorde samma sak med fotoautomaten, och på fullt allvar.
Flera uttryck (som "Tyngden på dalskidan, älskling!"), citat och sekvenser ur filmen har liksom första Sällskapsresan populariserats i vardagen.

## Plagiatanklagelser
2013 hävdade krönikören Kjell Häglund att Sällskapsresan och Sällskapsresan II är plagiat av de franska filmerna Les bronzés respektive Les bronzés font du ski. År 2022 plockade tidningen Allas upp detta och skrev en artikel där Lasse Åberg också uttalade sig. Likheter mellan de svenska och franska filmerna påtalades 2023 i Alex & Sigges podcast, där Lasse Åberg påstods vistats i Paris samma år som filmerna visades. Åberg förnekar emellertid att han sett Les bronzés-filmerna.

### Fotnoter
1. ↑  ”Sällskapsresan II - Snowroller”. Svensk filmdatabas. 4 oktober 1985. http://www.sfi.se/sv/svensk-filmdatabas/Item/?type=MOVIE&itemid=14720. Läst 15 oktober 2016.
2. ↑  Sällskapsresorna i siffror, Aftonbladet 5 augusti 2005.
3. ↑  "Filming locations", Svensk Filmdatabas.
4. ↑  "På sällskapsresa med Stig-Helmer", Expressen 2009-12-11.
5. 1 2 3 4 5 6  "Lasse Åberg berättar historien om kultfilmen Snowroller" Arkiverad 1 november 2023 hämtat från the Wayback Machine., Åka Skidor 27 december 2022.
6. ↑  "SJ S1 1921", Svenskalok.se, läst 11 september 2023.
7. ↑  "Staffan och Bengts långa sportlov i Alperna", Västerbottens-Kuriren 28 februari 2022.
8. ↑  "Bilder: Granaths kända roller", SvD 5 februari 2017.
9. ↑  ”Många hade redan sett sketchen”. Journalisten. 28 februari 2013. https://www.journalisten.se/kronika/manga-hade-redan-sett-sketchen. Läst 24 juli 2023.
10. ↑  ”Lasse Åberg om plankningsanklagelserna mot Sällskapsresan: "Absurt"”. Allas. 4 februari 2022. https://www.allas.se/noje/lasse-aberg-om-plankningsanklagelserna-absurt/8216996. Läst 24 juli 2023.
11. ↑  ”585. Hundliv 6”. Perfect Day Media. 14 juli 2023. https://podcasts.apple.com/se/podcast/585-hundliv-6/id534137041?i=1000621116674. Läst 24 juli 2023.
12. ↑  ”Eklund: Lasse Åberg stal till Sällskapsresan”. Expressen. 17 juli 2023. https://www.expressen.se/noje/eklund-lasse-aberg-stal-till-sallskapsresan/. Läst 24 juli 2023.
13. ↑  ”Eklund: "Sällskapsresan har scener som plagierats"”. Omni. 17 juli 2023. https://omni.se/eklund-sallskapsresan-har-scener-som-plagierats/a/wAp311. Läst 24 juli 2023.